# Alick Buchanan-Smith (baron Balerno)
Pour les articles homonymes, voir Alick Buchanan-Smith, Buchanan et Smith.
Alick Drummond Buchanan-Smith (né le 9 octobre 1898 ; mort le 28 juillet 1984), baron Balerno, est un militaire britannique et éminent généticien.

## Biographie
Il est né à Glasgow, fils d'Alice Lillian Buchanan, fille de George Buchanan, et de George Adam Smith.
La famille vit au 22 Sardinia Terrace (aujourd'hui démoli). Il fait ses études à la Glasgow Academy et au Glenalmond College.
Il est nommé sous-lieutenant pendant la Première Guerre mondiale, 1916-1918, avec les Gordon Highlanders, mais il est trop jeune pour le service actif.
Après la guerre, il étudie les sciences à l'Université d'Aberdeen où il obtient une maîtrise BSc. En 1925, il commence à enseigner à l'Institut de génétique animale d'Édimbourg, où il reste pendant la majeure partie de sa carrière. Il y reçoit un DSc de l'Université en 1938, sur la consanguinité des bovins Jersey. En 1928, il est élu membre de la Royal Society of Edinburgh, parrainé par Robert Blyth Greig, John Bartholomew, D'Arcy Wentworth Thompson et Francis Albert Eley Crew. Il est vice-président de la Royal Society à deux reprises : 1966/67 et 1977/80. Il reçoit la médaille du bicentenaire de la Société en 1983.
Il sert pendant la Seconde Guerre mondiale, avec les 5e et 9e bataillons Gordon Highlanders en service actif en France, et est ensuite directeur de la sélection du personnel pour le War Office. Il est nommé Officier de l'Ordre de l'Empire britannique (OBE) en 1939, promu Commandeur (CBE) en 1945 et il prend sa retraite en 1956 avec le grade de brigadier. Lors des honneurs d'anniversaire de 1956, il reçoit le titre de chevalier. Il occupe de nombreux postes dans le domaine de l'éducation militaire. Il est de 1953 à 1959 président de l'Organisation centrale des comités d'éducation militaire des universités et collèges universitaires, ce qui est aujourd'hui le Conseil des comités d'éducation militaire des universités du Royaume-Uni (COMEC).
A l'origine agriculteur, ses recherches en génétique lui valent le diplôme de docteur ès sciences de l'université d'Aberdeen, et il enseigne ce sujet à l'université d'Édimbourg.
Il est créé pair à vie en tant que baron Balerno, de Currie dans le comté de Midlothian le 9 juillet 1963, après avoir été vice-président du parti unioniste en Écosse (1960-1963).
De 1966 à 1970, il est président du Heriot-Watt College. En 1976, il est nommé membre honoraire de la British Veterinary Association.
Il est enterré avec sa femme, Mary Kathleen Smith de Pittodrie, et son fils aîné, le révérend George Adam Buchanan-Smith (1929-1983) dans le coin nord-est du cimetière de Currie, à côté de leur deuxième fils, Alick Laidlaw Buchanan-Smith.

## Famille
Il est le frère de Janet Adam Smith et Kathleen Buchanan Smith qui épouse George Paget Thomson.
En 1926, il épouse Mary Kathleen Smith et ont l'homme politique Alick Buchanan-Smith et la philanthrope Mary Drummond Corsar (née Buchanan-Smith).